# Любенецкий, Станислав
Станислав Любенецкий или Любинецкий (пол. Stanisław Lubieniecki, Lubiniezky или Lubyenyetsky, лат. Christianus Thimoteus, Brutus; 23 августа 1623, Ракув, Речь Посполитая — 18 мая 1675, Гамбург) — польский астроном, историк, писатель. Один из передовых польских социниан.

## Биография
Представитель польского дворянского рода Любенецкие герба Роля. Обучался в гимназии польских братьев Gymnasium Bonarum Artium, а после её ликвидации — в Кисилине на Волыни. С 1644 по 1650 продолжил обучение в Торуне, Франции и Нидерландах. В 1646 слушал лекции в университете Орлеана, через год — стал изучать кальвинизм в Сомюре, затем перешёл в католический Университет Анже. Вскоре под влиянием членов радикального протестантского движения, основанного на антитринитарной теологии стал социнианином.
В 1654 году С. Любенецкий стал во главе одной из арианских церквей в Польше. Все усилия С. Любенецкого были направлены на то, чтобы облегчить положение своих единоверцев в Польше, где их всё более притесняли.
Во время шведского потопа при заключении мира между Польшей и Швецией долго и упорно безуспешно старался выговорить в трактате льготы своим единоверцам. В октябре 1655 он возглавил делегацию польских братьев, которые обратились к королю Швеции Карлу X Густаву с просьбой о восстановлении арианам их религиозных свобод. После чего, скрывался в Кракове под защитой шведского гарнизона. После капитуляции города в сентябре 1657 уехал в шведскую Померанию.
Автор богословских трактатов, которые встретили острую атаку со стороны лютеран. В 1658 году за приверженность арианству он по решению Сейма Речи Посполитой был официально изгнан из страны.
Когда на социниан было поднято открытое гонение, С. Любенецкий бежал в Данию, где получил покровителя в лице короля Фредерика III, а затем — в Амстердам, где и оставался до конца жизни.
Из многочисленных его церковно-полемических и исторических сочинений главное — «Historia reformationis Poloniae» (Амстерд., 1685), до настоящего времени остающееся капитальным пособием для изучения религиозного движения в Польше XVI—XVII веков.
Его труд «Theatrum cometicum…», напечатанный в 1666—1668 в Амстердаме, является одной из главнейших книг о кометах, появившихся в XVII веке. Ещё и сегодня он служит источником ценной научной информации. Труд содержит описания около 600 комет, всех которые были замечены в небе от библейского потопа до 1665 года.
Сейчас один из кратеров Луны назван в его честь — Любинецкий (лунный кратер).

## Избранные труды
- Diariusz drogi krakowskiej i legacjej krystiańskiej do króla JM Karola Gustawa Anno Domini 1655 Octobris…,
- Vindiciae pro unitariorum in Polonia religionis libertate, 1684,
- Polonia moriens suos et exteros alloquitur, 1665;
- Theatrum cometicum…, 1665, w
- Historia reformationis polonicae…, 1664,
- Exemplum epistolae, qua viro cuidam magno historiolam commentariorum et vitae ac mortis Jonae Slichtingii p. m. pertexit, 1656
- Stosowanie Francuzów z Hiszpany